# Hjärtbjörnbär
Hjärtbjörnbär (Rubus cyclomorphus) är en rosväxtart som beskrevs av Heinrich E. Weber. Enligt Catalogue of Life ingår Hjärtbjörnbär i släktet rubusar och familjen rosväxter, men enligt Dyntaxa är tillhörigheten istället släktet rubusar och familjen rosväxter. Artens livsmiljö är jordbrukslandskap. Inga underarter finns listade i Catalogue of Life.